# مجيل

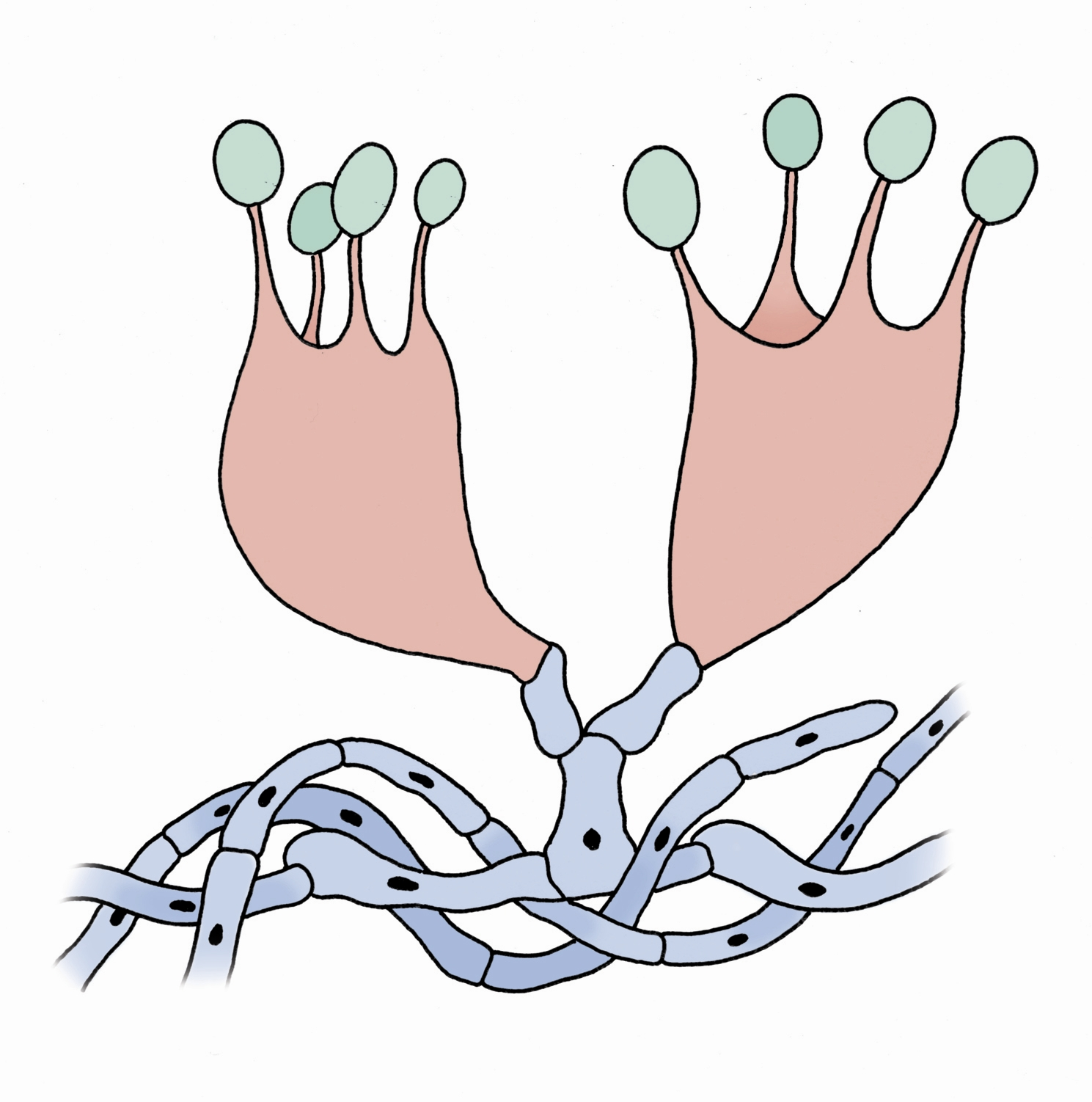
المُجَيل هي الملحقات الرقيقة التي تربط الأبواغ (الخضراء) الدعامة (الحمراء).

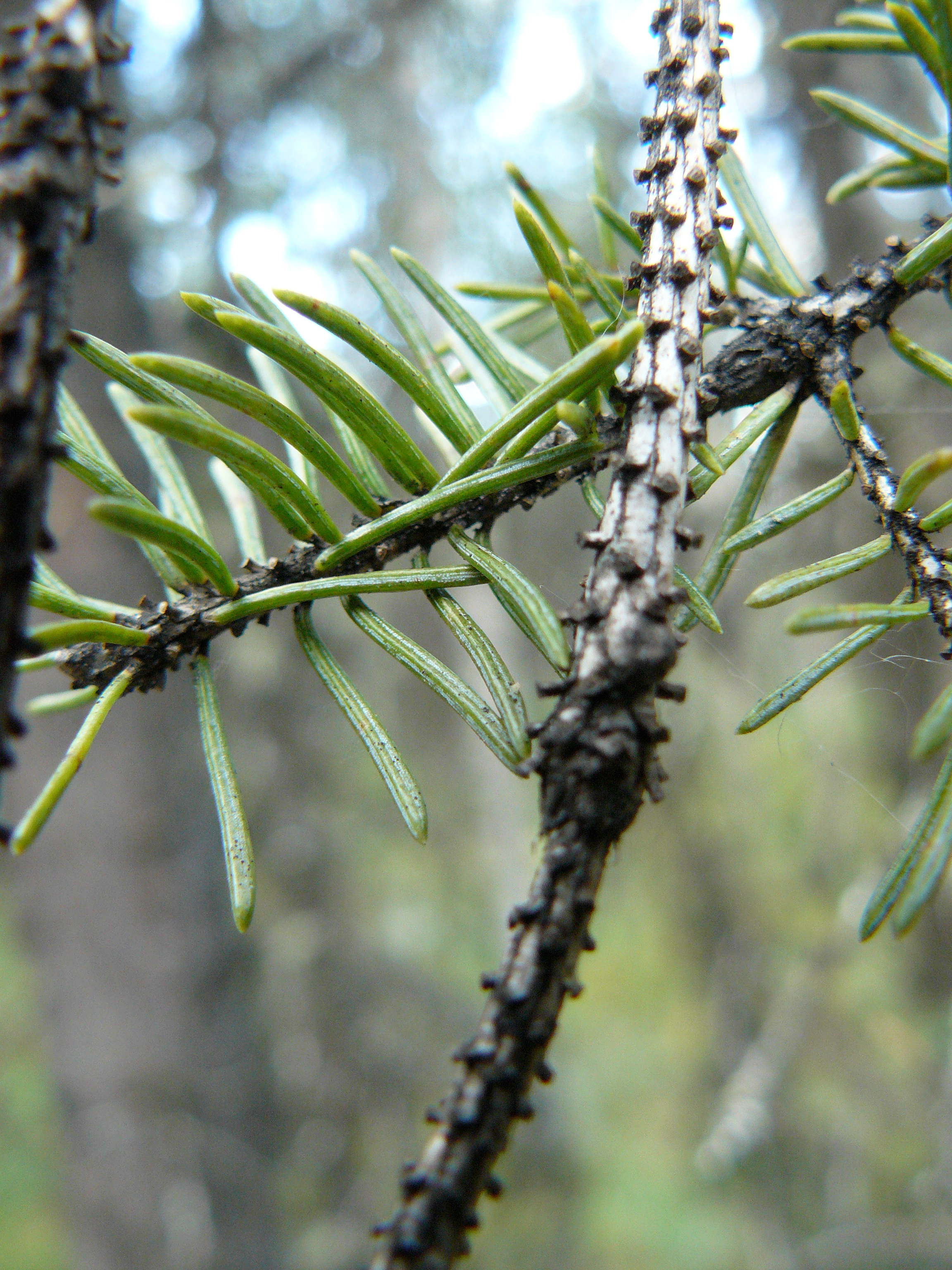
تبقى المُجَيل على أغصان التنوب و الأتسوغة نتوءاتٍ صغيرةً بعد سقوط الأوراق.

في علم الأحياء، المُجَيْل أو الأسترجما (بالإنجليزية:Sterigma) هي بناء داعم مساعد ويشير عادة إلى امتداد الدعامة (الخلايا حاملة الأبواغ) التي تتكون من الجزء الخيطي الأساسي والإسقاط الرقيق الذي يحمل بوغة على الطرف. يتم تشكيل المُجَيل على الدعامة لأنه يتطور ويخضع للانقسام الاختزالي، مما يؤدي إلى إنتاج (عادة) أربعة نويات. تهاجر النواة تدريجيا إلى أطراف الدعامة، وسوف تهاجر نواة واحدة إلى كل بوغ يتطور عند طرف كل وصمة.
المُجَيل في الاستخدام الأقل شيوعًا بنية داخل الطرف الخلفي للأعضاء التناسلية للإناث من نوع حرشفيات الأجنحة.
كما يشير أيضًا إلى البنية الشبيهة بالساق، والتي يطلق عليها أيضًا «الربط الخشبي» عند قاعدة أوراق بعضها، ولكن ليس كل الصنوبريات، وتحديدًا التنوب والأتسوغة.